# لوسيا هارو
لوسيا هارو (بالإسبانية: Lucía Haro) مواليد 21 أغسطس 1986، هي لاعبة كرة يد أرجنتينية تلعب كظهير أيمن. مثلت منتخب الأرجنتين لكرة اليد للسيدات. شاركت في دورة الألعاب الأولمبية الصيفية سنة 2016. حققت المركز الثاني في دورة الألعاب الأمريكية 2011.

## سجل المنافسة
شاركت في البطولات التالية:
- الألعاب الأولمبية الصيفية 2016
- بطولة العالم لكرة اليد للسيدات 2011
- بطولة العالم لكرة اليد للسيدات 2013
- بطولة العالم لكرة اليد للسيدات 2015

## الميداليات
| الميدالية | المسابقة                    |
| --------- | --------------------------- |
| فضية      | دورة الألعاب الأمريكية 2011 |
| فضية      | دورة الألعاب الأمريكية 2015 |

## روابط خارجية
- لوسيا هارو على موقع أوليمبيديا (الإنجليزية)
- لوسيا هارو على موقع اللجنة الأولمبية الأرجنتينية (الإسبانية)